# Miramont-Latour
Pour les articles homonymes, voir Miramont.
Miramont-Latour (Miramont e La Tor en gascon) est une commune française située dans l'est du département du Gers en région Occitanie. Sur le plan historique et culturel, la commune est dans le Pays de Gaure, un territoire au cœur de la Gascogne caractérisé par ses champs céréaliers et d'oléagineux, entrecoupés de maigres bois et prairies.
Exposée à un climat océanique altéré, elle est drainée par l'Auroue, le ruisseau de la Colomère et par divers autres petits cours d'eau.
Miramont-Latour est une commune rurale qui compte 144 habitants en 2022, après avoir connu un pic de population de 420 habitants en 1821.  Elle fait partie de l'aire d'attraction d'Auch. Ses habitants sont appelés les Miramontois ou  Miramontoises.
Le patrimoine architectural de la commune comprend un immeuble protégé au titre des monuments historiques : le château de Latour, inscrit en 1979 et classé en 1979.

## Géographie

### Communes limitrophes
Les communes limitrophes sont  Gavarret-sur-Aulouste, Lalanne, Mirepoix, Pis, Puycasquier et Tourrenquets.
|                       | Lalanne         |             |
| Gavarret-sur-Aulouste | Miramont-Latour | Pis         |
| Mirepoix              | Tourrenquets    | Puycasquier |

### Géologie et relief
Miramont-Latour se situe en zone de sismicité 1 (sismicité très faible).

### Hydrographie

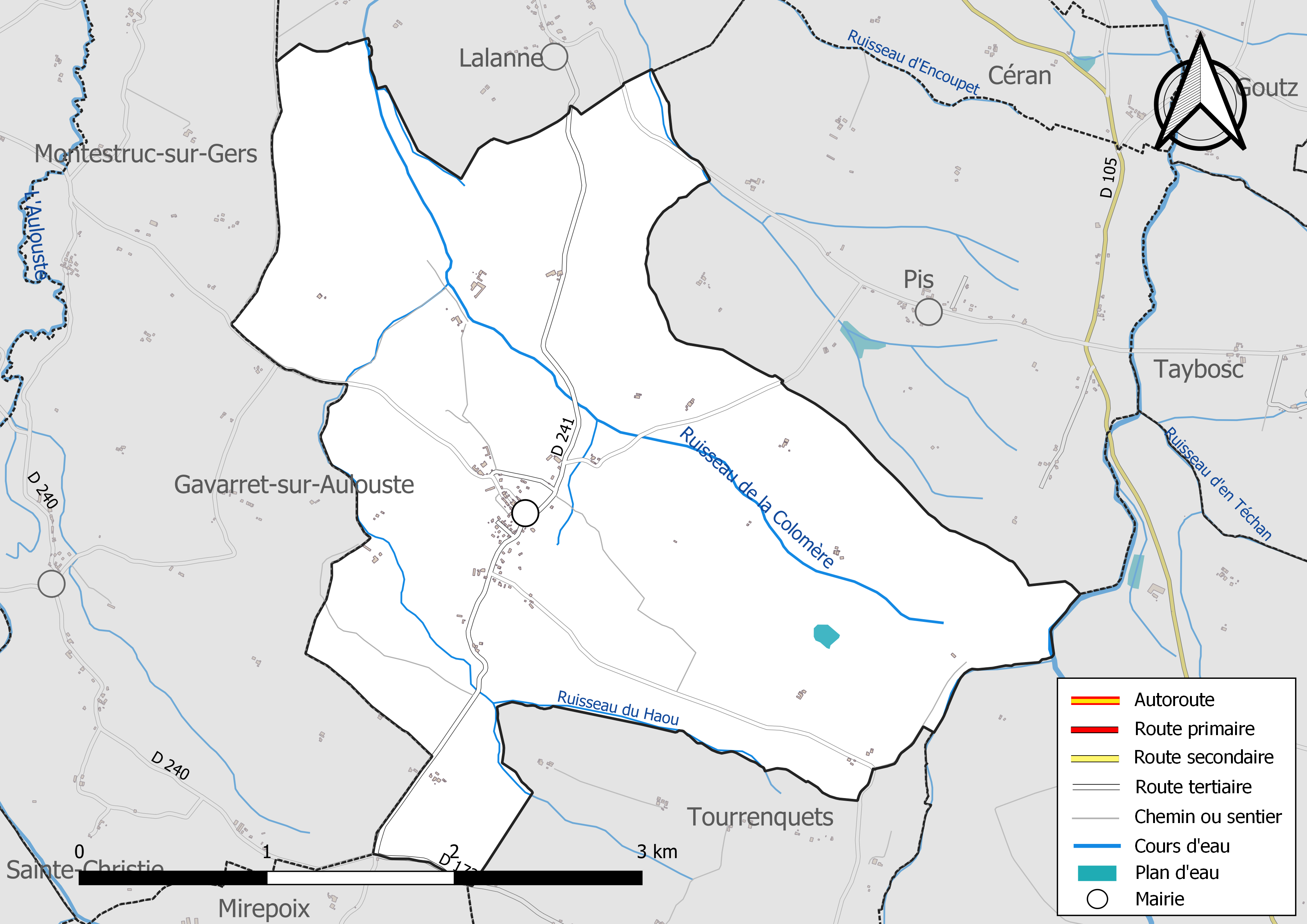
Réseaux hydrographique et routier de Miramont-Latour.

La commune est dans le bassin de la Garonne, au sein du bassin hydrographique Adour-Garonne. Elle est drainée par l'Auroue, le ruisseau de la Colomère, le ruisseau du Haou et par divers petits cours d'eau, qui constituent un réseau hydrographique de 10 km de longueur totale,.
L'Auroue, d'une longueur totale de 62,4 km, prend sa source dans la commune de Crastes et s'écoule vers le nord. Il traverse la commune et se jette dans la Garonne à Saint-Romain-le-Noble, après avoir traversé 26 communes.

### Climat
Pour des articles plus généraux, voir Climat de l'Occitanie et Climat du Gers.
En 2010, le climat de la commune est de type climat du Bassin du Sud-Ouest, selon une étude s'appuyant sur une série de données couvrant la période 1971-2000. En 2020, Météo-France publie une typologie des climats de la France métropolitaine dans laquelle la commune est exposée à un climat océanique altéré et est dans la région climatique Aquitaine, Gascogne, caractérisée par une pluviométrie abondante au printemps, modérée en automne, un faible ensoleillement au printemps, un été chaud (19,5 °C), des vents faibles, des brouillards fréquents en automne et en hiver et des orages fréquents en été (15 à 20 jours).
Pour la période 1971-2000, la température annuelle moyenne est de 13,2 °C, avec une amplitude thermique annuelle de 15,5 °C. Le cumul annuel moyen de précipitations est de 701 mm, avec 9,6 jours de précipitations en janvier et 5,7 jours en juillet. Pour la période 1991-2020, la température moyenne annuelle observée sur la station météorologique la plus proche, située sur la commune d'Auch à 16 km à vol d'oiseau, est de 13,5 °C et le cumul annuel moyen de précipitations est de 695,8 mm,. Pour l'avenir, les paramètres climatiques de la commune estimés pour 2050 selon différents scénarios d'émission de gaz à effet de serre sont consultables sur un site dédié publié par Météo-France en novembre 2022.

### Milieux naturels et biodiversité
Aucun espace naturel présentant un intérêt patrimonial n'est recensé sur la commune dans l'inventaire national du patrimoine naturel,,.

## Urbanisme

### Typologie
Au 1er janvier 2024, Miramont-Latour est catégorisée commune rurale à habitat dispersé, selon la nouvelle grille communale de densité à sept niveaux définie par l'Insee en 2022.
Elle est située hors unité urbaine. Par ailleurs la commune fait partie de l'aire d'attraction d'Auch, dont elle est une commune de la couronne,. Cette aire, qui regroupe 112 communes, est catégorisée dans les aires de 50 000 à moins de 200 000 habitants,.

### Occupation des sols
L'occupation des sols de la commune, telle qu'elle ressort de la base de données européenne d’occupation biophysique des sols Corine Land Cover (CLC), est marquée par l'importance des territoires agricoles (83,3 % en 2018), une proportion identique à celle de 1990 (83,3 %). La répartition détaillée en 2018 est la suivante : 
terres arables (77,3 %), forêts (16,7 %), zones agricoles hétérogènes (6 %), cultures permanentes (0,1 %). L'évolution de l’occupation des sols de la commune et de ses infrastructures peut être observée sur les différentes représentations cartographiques du territoire : la carte de Cassini (XVIIIe siècle), la carte d'état-major (1820-1866) et les cartes ou photos aériennes de l'IGN pour la période actuelle (1950 à aujourd'hui).

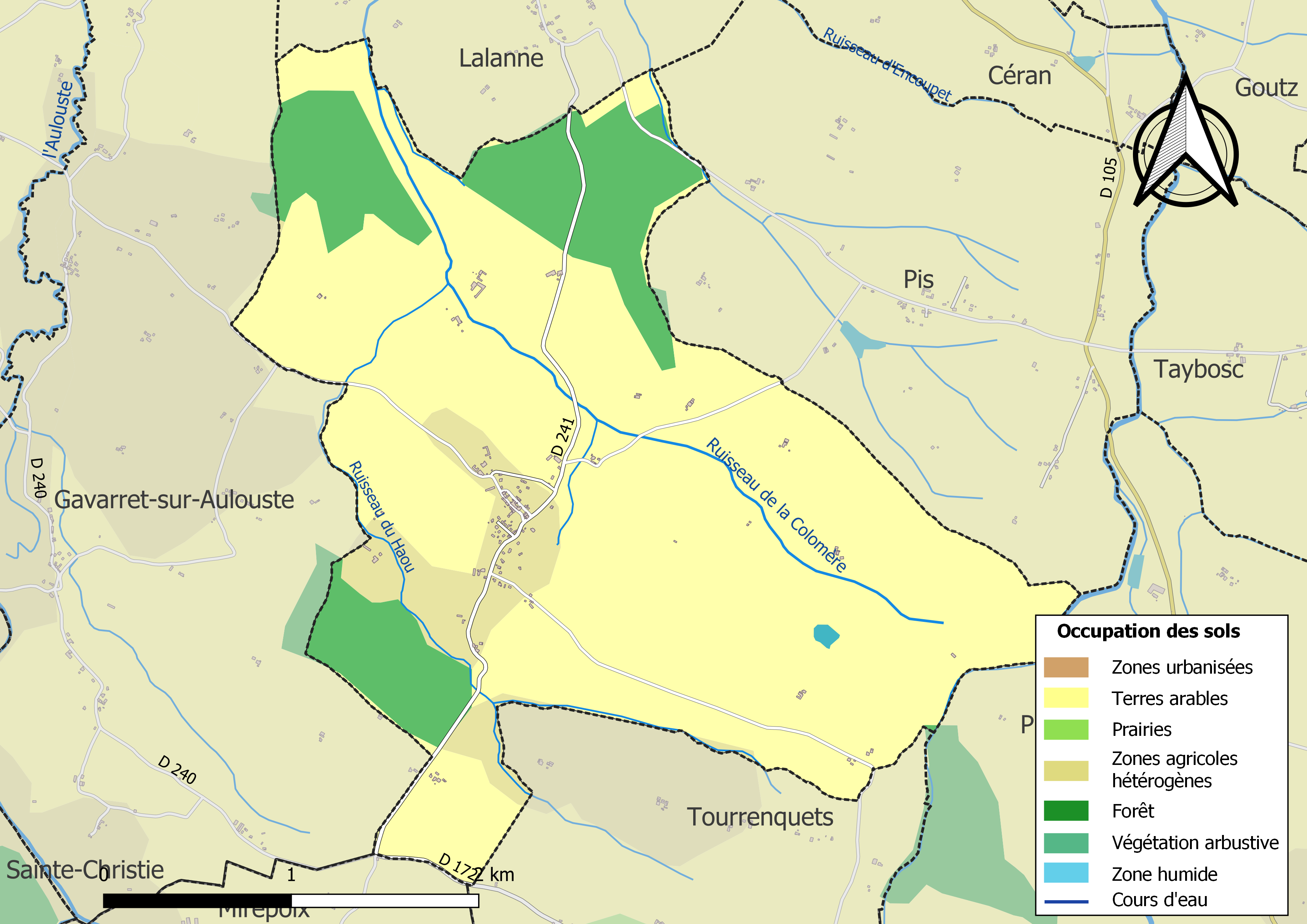
Carte des infrastructures et de l'occupation des sols de la commune en 2018 (CLC).

### Risques majeurs
Le territoire de la commune de Miramont-Latour est vulnérable à différents aléas naturels : météorologiques (tempête, orage, neige, grand froid, canicule ou sécheresse) et séisme (sismicité très faible). Un site publié par le BRGM permet d'évaluer simplement et rapidement les risques d'un bien localisé soit par son adresse soit par le numéro de sa parcelle.

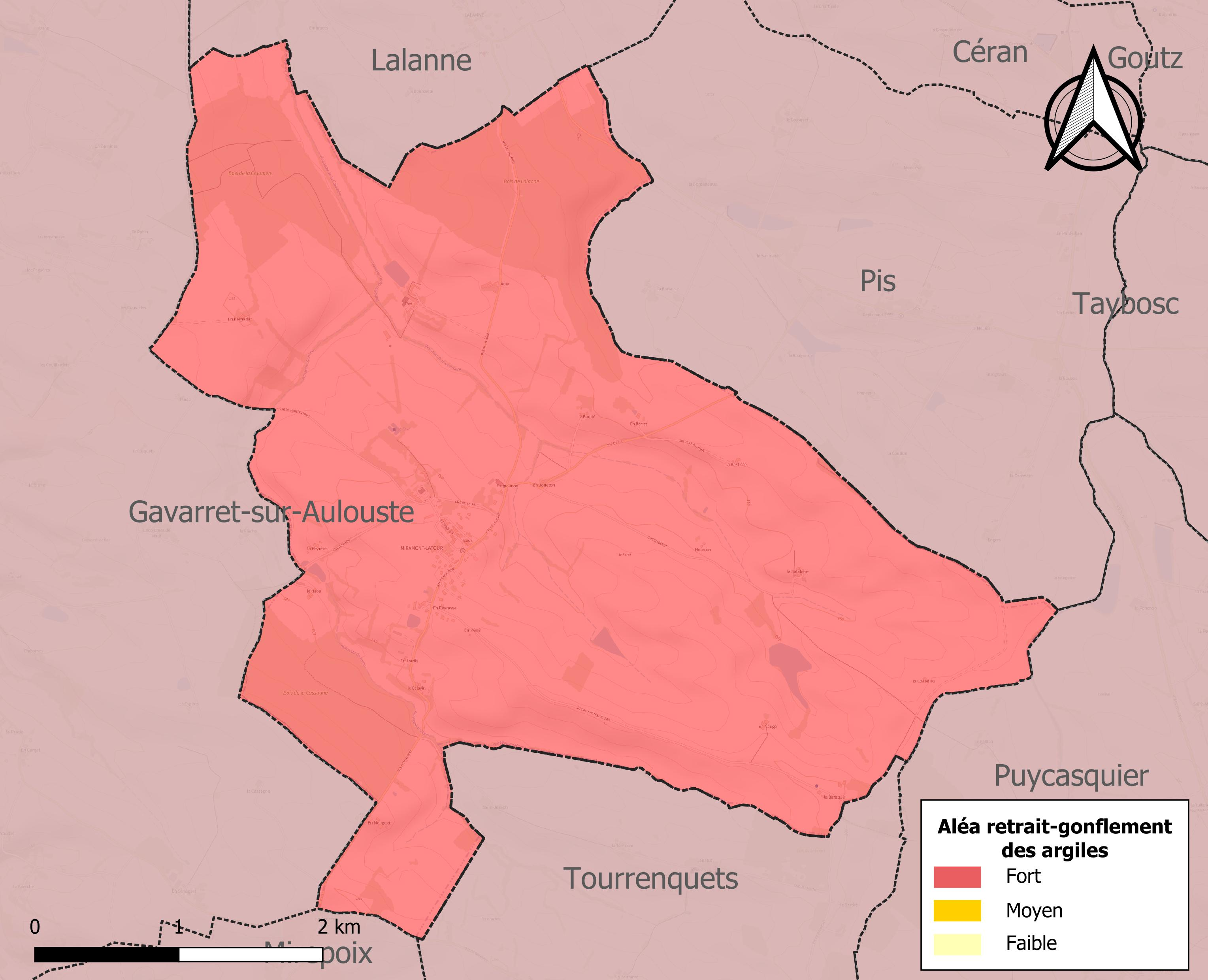
Carte des zones d'aléa retrait-gonflement des sols argileux de Miramont-Latour.

Le retrait-gonflement des sols argileux est susceptible d'engendrer des dommages importants aux bâtiments en cas d’alternance de périodes de sécheresse et de pluie. La totalité de la commune est en aléa moyen ou fort (94,5 % au niveau départemental et 48,5 % au niveau national). Sur les 70 bâtiments dénombrés sur la commune en 2019, 70 sont en aléa moyen ou fort, soit 100 %, à comparer aux 93 % au niveau départemental et 54 % au niveau national. Une cartographie de l'exposition du territoire national au retrait gonflement des sols argileux est disponible sur le site du BRGM,.
Par ailleurs, afin de mieux appréhender le risque d’affaissement de terrain, l'inventaire national des cavités souterraines permet de localiser celles situées sur la commune.
La commune a été reconnue en état de catastrophe naturelle au titre des dommages causés par les inondations et coulées de boue survenues en 1999, 2009 et 2018. Concernant les mouvements de terrains, la commune a été reconnue en état de catastrophe naturelle au titre des dommages causés par la sécheresse en 1989, 1991, 1998, 2003, 2011 et 2016 et par des mouvements de terrain en 1999.

## Histoire
{On indique à nulle part que le château avait brûlait dans les années 70 !! Je suis un ancien élève du collège François 1er de miramont latour et cela m'avait beaucoup marqué ,je ne comprends pas pourquoi on n'en parle pas!!!!}. 
J'étais dans le château lors de son incendie le 11 février 1971 en tant que surveillant. Par chance il n'y a eu aucune victime.
Si quelqu'un a vécu cet événement il me serait agréable de l'evoquer.

## Politique et administration
| Période                                  | Période  | Identité                  | Étiquette | Qualité     |
| ---------------------------------------- | -------- | ------------------------- | --------- | ----------- |
| mars 2001                                | mai 2020 | Patrick de Lary de Latour | DVG       | Agriculteur |
| mai 2020                                 | En cours | Jessica Darroux           |           |             |
| Les données manquantes sont à compléter. |          |                           |           |             |

## Démographie
L'évolution du nombre d'habitants est connue à travers les recensements de la population effectués dans la commune depuis 1793. Pour les communes de moins de 10 000 habitants, une enquête de recensement portant sur toute la population est réalisée tous les cinq ans, les populations de référence des années intermédiaires étant quant à elles estimées par interpolation ou extrapolation. Pour la commune, le premier recensement exhaustif entrant dans le cadre du nouveau dispositif a été réalisé en 2005.

En 2022, la commune comptait 144 habitants, en évolution de −11,11 % par rapport à 2016 (Gers : +1,04 %, France hors Mayotte : +2,11 %).
| 1793 | 1800 | 1806 | 1821 | 1831 | 1841 | 1846 | 1851 | 1856 |
| ---- | ---- | ---- | ---- | ---- | ---- | ---- | ---- | ---- |
| 162  | 382  | 383  | 420  | 406  | 370  | 373  | 354  | 323  |

| 1861 | 1866 | 1872 | 1876 | 1881 | 1886 | 1891 | 1896 | 1901 |
| ---- | ---- | ---- | ---- | ---- | ---- | ---- | ---- | ---- |
| 277  | 271  | 290  | 266  | 268  | 236  | 197  | 193  | 186  |

| 1906 | 1911 | 1921 | 1926 | 1931 | 1936 | 1946 | 1954 | 1962 |
| ---- | ---- | ---- | ---- | ---- | ---- | ---- | ---- | ---- |
| 198  | 188  | 163  | 155  | 144  | 152  | 161  | 151  | 141  |

| 1968 | 1975 | 1982 | 1990 | 1999 | 2005 | 2006 | 2010 | 2015 |
| ---- | ---- | ---- | ---- | ---- | ---- | ---- | ---- | ---- |
| 167  | 122  | 112  | 125  | 136  | 142  | 148  | 153  | 161  |

| 2020 | 2022 | - | - | - | - | - | - | - |
| ---- | ---- | - | - | - | - | - | - | - |
| 151  | 144  | - | - | - | - | - | - | - |

## Économie

### Revenus
En 2018  (données Insee publiées en septembre 2021), la commune compte 65 ménages fiscaux, regroupant 147 personnes. La médiane du revenu disponible par unité de consommation est de 21 120 € (20 820 € dans le département).

### Emploi
|                | 2008   | 2013  | 2018  |
| -------------- | ------ | ----- | ----- |
| Commune        | 10,4 % | 9,1 % | 9,4 % |
| Département    | 6,1 %  | 7,5 % | 8,2 % |
| France entière | 8,3 %  | 10 %  | 10 %  |

En 2018, la population âgée de 15 à 64 ans s'élève à 90 personnes, parmi lesquelles on compte 80 % d'actifs (70,6 % ayant un emploi et 9,4 % de chômeurs) et 20 % d'inactifs,. En  2018, le taux de chômage communal (au sens du recensement) des 15-64 ans est supérieur à celui du département, mais inférieur à celui de la France, alors qu'il était supérieur à celui de la France en 2008.
La commune fait partie de la couronne de l'aire d'attraction d'Auch, du fait qu'au moins 15 % des actifs travaillent dans le pôle,. Elle compte 10 emplois en 2018, contre 16 en 2013 et 19 en 2008. Le nombre d'actifs ayant un emploi résidant dans la commune est de 64, soit un indicateur de concentration d'emploi de 15,9 % et un taux d'activité parmi les 15 ans ou plus de 58,5 %.
Sur ces 64 actifs de 15 ans ou plus ayant un emploi, 4 travaillent dans la commune, soit 7 % des habitants. Pour se rendre au travail, 93,4 % des habitants utilisent un véhicule personnel ou de fonction à quatre roues, 4,8 % s'y rendent en deux-roues, à vélo ou à pied et 1,6 % n'ont pas besoin de transport (travail au domicile).

### Activités hors agriculture
6 établissements sont implantés  à Miramont-Latour au 31 décembre 2019.
Le secteur du commerce de gros et de détail, des transports, de l'hébergement et de la restauration est prépondérant sur la commune puisqu'il représente 50 % du nombre total d'établissements de la commune (3 sur les 6 entreprises implantées  à Miramont-Latour), contre 27,7 % au niveau départemental.

### Agriculture
|               | 1988 | 2000 | 2010 | 2020 |
| ------------- | ---- | ---- | ---- | ---- |
| Exploitations | 11   | 6    | 6    | 3    |
| SAU (ha)      | 644  | 655  | 646  | 489  |

La commune est dans le « Haut-Armagnac », une petite région agricole occupant le centre du département du Gers. En 2020, l'orientation technico-économique de l'agriculture  sur la commune est la culture de céréales et/ou d'oléoprotéagineuses. Trois exploitations agricoles ayant leur siège dans la commune sont dénombrées lors du recensement agricole de 2020 (onze en 1988). La superficie agricole utilisée est de 489 ha,,.

## Culture locale et patrimoine

### Lieux et monuments
- Musée de Patrick de Lary de Latour : musée  exposant des anciennes machines agricoles.
- Église Notre-Dame-de-l'Assomption.
- Chapelle Notre-Dame-des-Anges.

### Personnalités liées à la commune
- Pierre-Paul de Faudoas (1750-1824), évêque de Meaux (1805-1819) puis chanoine de Saint-Denis (1819-1842) est né à Miramont-Latour.